# Бунчамнонг, Нон
Манон «Нон» Бунчамнонг (тайск. นน บุญจำนงค์; род. 12 июня 1982, Ратбури) — тайский боксёр, представитель полусредней весовой категории. Выступал за сборную Таиланда по боксу на всём протяжении 2000-х годов, четырёхкратный чемпион Игр Юго-Восточной Азии, чемпион Азии, серебряный призёр чемпионата мира в Чикаго, бронзовый призёр Азиатских игр в Пусане, участник летних Олимпийских игр в Пекине, победитель и призёр многих турниров национального и международного значения.

## Биография
Манон Бунчамнонг родился 12 июня 1982 года в провинции Ратбури. Активно заниматься боксом начал с раннего детства, проходил подготовку вместе с братьями, в частности его старший брат Манус впоследствии стал олимпийским чемпионом по боксу.
В 1996 году в возрасте 14 лет уже выступил в минимальной категории на взрослом национальном первенстве Таиланда, однако попасть здесь в число призёров не смог, выбыл из борьбы уже в 1/16 финала.
В 1999 году на Кубке короля в Бангкоке боксировал с представителем Украины Андреем Котельником, но уступил ему с разгромным счётом 1:15.
Первого серьёзного успеха на взрослом международном уровне добился в сезоне 2001 года, когда вошёл в основной состав тайской национальной сборной и побывал на Играх Юго-Восточной Азии в Куала-Лумпуре, откуда привёз награду золотого достоинства, выигранную в полусредней весовой категории, победив филиппинца Рейнальдо Галидо и малайзийца Шухари Хусейна. Также в этом сезоне одержал победу на Кубке короля и выиграл Кубок Копенгагена в Дании.
В 2002 году Бунчамнонг занял первое место на чемпионате Азии в Серембане, выиграв в полуфинале у узбека Шерзода Хусанова и в финале у будущего олимпийского чемпиона казаха Бахтияра Артаева, и стал бронзовым призёром Азиатских игр в Пусане — на стадии полуфиналов потерпел поражение от южнокорейского боксёра Ким Чон Джу (13:28).
На Играх Юго-Восточной Азии 2003 года в Ханое вновь стал чемпионом, тогда как на домашнем мировом первенстве в Бангкоке был остановлен в четвертьфинале кубинцем Лоренсо Арагоном. Пытался пройти отбор на летние Олимпийские игры 2004 года в Афинах, однако сделать этого не смог, на квалификационном турнире в Пакистане расположился лишь на третьей позиции — в полуфинале вновь встретился с Бахтияром Артаевым и на сей раз уступил ему.
В 2005 году добавил в послужной список золотую награду, выигранную на Играх Юго-Восточной Азии в Маниле, в очередной раз выиграл Кубок короля, проиграл в финале чемпионата мира среди военнослужащих ирландцу Генри Койлу, выступил на командном Кубке мира по боксу в Москве, где принял участие в матчах со сборными Румынии и Кубы (в числе прочего боксировал здесь со знаменитым кубинским чемпионом Эрисланди Ларой, проиграв ему со счётом 9:21). За выдающиеся спортивные достижения по итогам сезона награждён Орденом Дирекгунабхорна 4 класса.
В 2007 году Бунчамнонг в четвёртый раз подряд стал победителем Игр Юго-Восточной Азии, выиграв соревнования у себя на родине в Накхонратчасиме. На чемпионате мира в Чикаго взял верх над действующим чемпионом Европы из России Андреем Балановым, вышел в финал и получил серебро, потерпев единственное поражение от американца Деметриуса Андраде.
Благодаря череде удачных выступлений Нон Бунчамнонг удостоился права защищать честь страны на Олимпийских играх 2008 года в Пекине. Тем не менее, выступил здесь крайне неудачно, уже в первом поединке был остановлен представителем Египта Хосамом Бакр Абдином, проиграл ему с близким счётом 10:11.
Покинув олимпийскую сборную Таиланда, Бунчамнонг решил попробовать себя в профессиональном боксе и в 2010 году по очкам выиграл один профессиональный бой в США против американца Лоуренса Летули. Однако на этом бою его карьера и закончилась, больше в официальных поединках он на ринг не выходил.